# Кимпхо (аэропорт)
Международный аэропорт Кимпхо (кор. 김포국제공항; ИАТА: GMP, ранее SEL, ИКАО: RKSS) — аэропорт в Сеуле, Южная Корея. Расположен в западном конце города, в 15 километрах от центра. До 2001 года являлся главным международным аэропортом для Сеула и Южной Кореи в целом. В 2001 году его функции взял на себя международный аэропорт Инчхон. Сейчас функционирует как второй аэропорт Сеула. В 2015 году аэропортом воспользовались 23 163 778 пассажиров, что делает его третьим по величине аэропортом в Корее, после аэропортов Инчхон и Чеджу.
Аэропорт расположен к югу от реки Хан в западной части Сеула. Название «Кимпхо» происходит от близлежащего города Кимпхо, на территории которого аэропорт и расположен.
После 2001 года аэропорт некоторое время не осуществлял международных рейсов, и находился в стагнации.
29 ноября 2003 года возобновились регулярные рейсы между Кимпхо и аэропортом Ханэда в Токио, Япония. Обслуживание шанхайского международного аэропорта Хунцяо возобновилось 28 октября 2007 года. Обслуживание международного аэропорта Кансай в Осаке, Япония, началось 26 октября 2008 года. Обслуживание международного аэропорта Пекин Столичный началось 1 июля 2011 года. Обслуживание аэропорта Тайбэй Суншань началось 30 апреля 2012 года.

## История

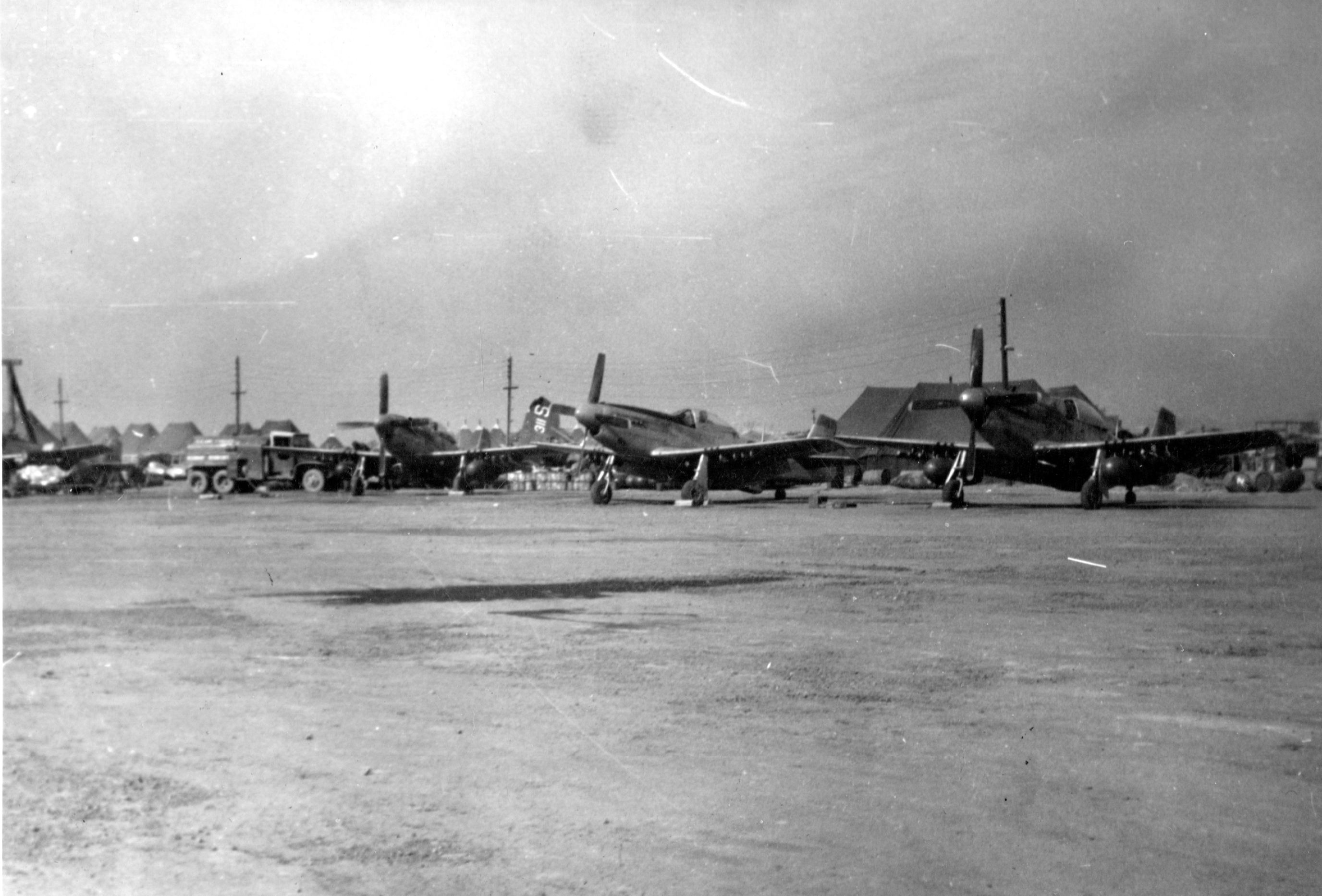
F51s на аэродроме Кимпо (K14), октябрь 1950 г.

Аэродром был первоначально построен в 1935—1942 годах во время имперского периода Японии в качестве базы Императорской армии Японии. Взлетно-посадочные полосы были построены на русле из камней, вручную вывезенных корейскими рабочими из Кайвасана и Янчана, в нескольких милях от военной базы. Известный, в то время, как Новый аэродром Кейхо (京城 新 飛行 場), Кимпо был построен с четырьмя взлетно-посадочными полосами в дополнение к гораздо меньшему аэродрому Кейхо (京城 飛行 場), который позже был известен как аэропорт Йоидо.

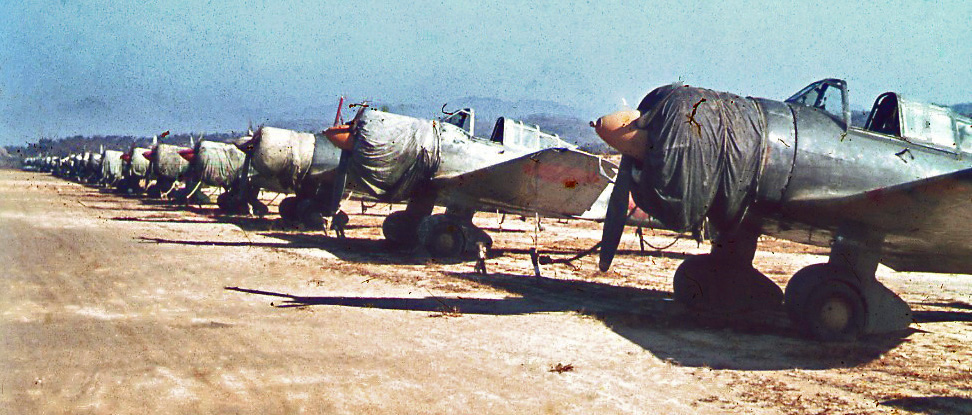
Mitsubishi Ki-51 в Кимпо в октябре 1945 года

4 сентября 1945 года для переговоров о капитуляции японских войск на аэродром прибыла передовая группа 24-го армейского корпуса США (40 офицеров), они стали первыми военнослужащими США на Корейском полуострове.

### Корейская война
Кимпхо играл главную роль во время Корейской войны, и ВВС США обозначили аэродром как авиабазу Кимпо или К-14.
Во время одного из первых нападений Народных сил Кореи 25 июня 1950 года база бомбардировщиков C-54 Skymaster была уничтожена на взлетных полосах в Кимпхо. 27 июня военно-морские и воздушные силы США начали эвакуацию 748 американских дипломатов и подданных США воздушным транспортом из аэродрома Кимпо и Сувон. Днем 27 июня пять двойных мустангов F-82 68-й истребительной эскадрильи и 339-й истребительной эскадрильи сопровождали четыре самолета C-54 Skymaster из Кимпо, когда на C-54 напали пять истребителей КНДР Ла-7. Таким образом 27 июня, в небе над аэропортом, произошел первый воздушный бой Корейской войны.
Кимпхо был захвачен Корейской Народной Армией вскоре после захвата Сеула 28 июня 1950 года. 17 сентября 1950 года аэропорт захватили морские пехотинцы США. 19 сентября Инженерный корпус армии США вернул аэропорт в рабочее состояние.
После китайской кампании на третьем этапе и разгрома Сил ООН на 38-й параллели 5 января 1951 года генерал Риджуэй отдал приказ об эвакуации Сеула и выводе сил ООН на новую линию обороны вдоль 37-й параллели. Части, базирующиеся в Кимпхо, были выведены на юг, а объекты были уничтожены, чтобы предотвратить их использование китайскими и северокорейскими силами.
Силы ООН возобновили наступление в конце января 1951 года и 25 января начали операцию «Удар молнии» с целью оттеснить китайские и северокорейские войска к северу от реки Хан. К 10 февраля 1951 года силы ООН вновь получили контроль над Кимпхо.,

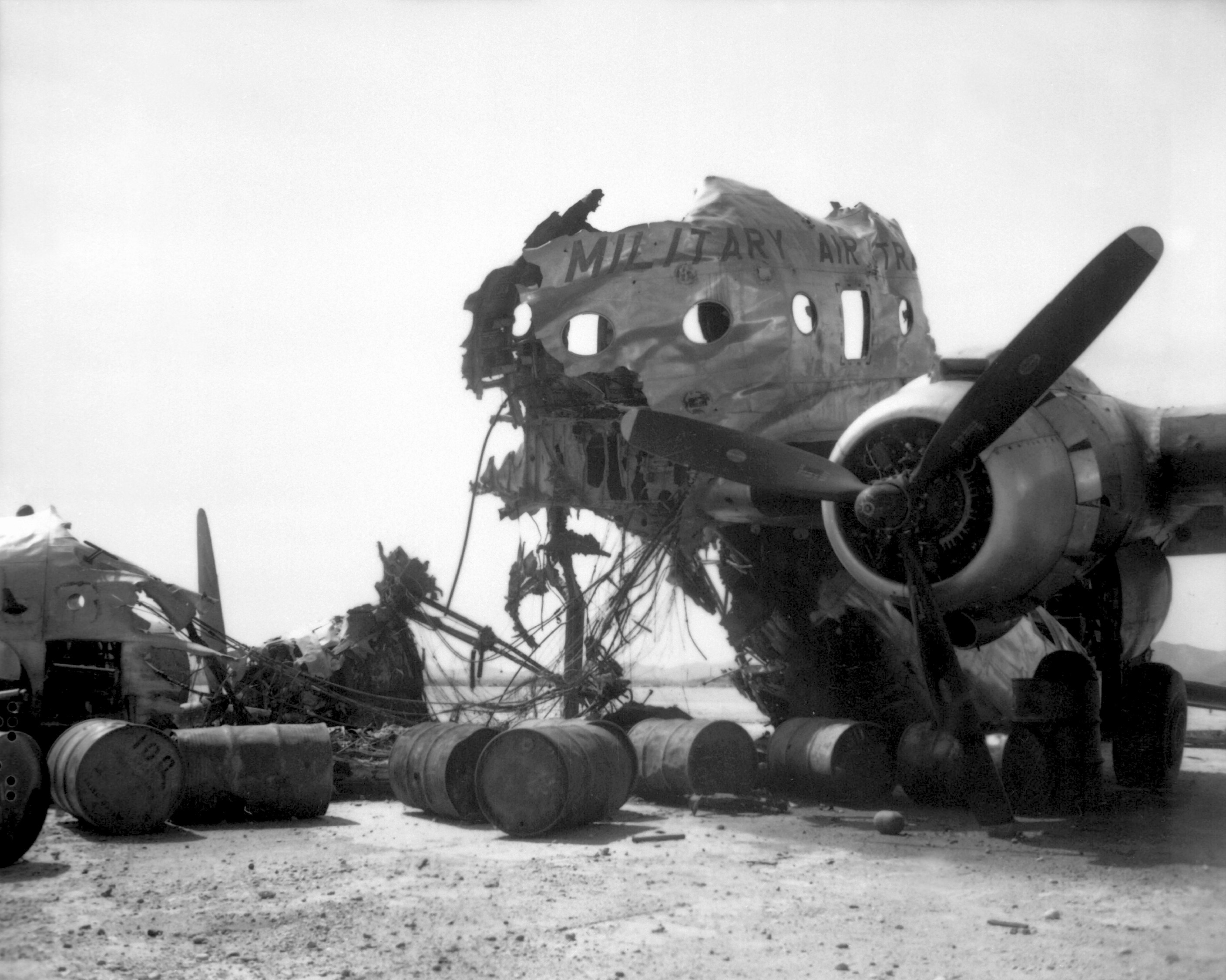
Обломки самолета С-54, уничтоженного на земле истребителями КНДР 25 июня 1950 года
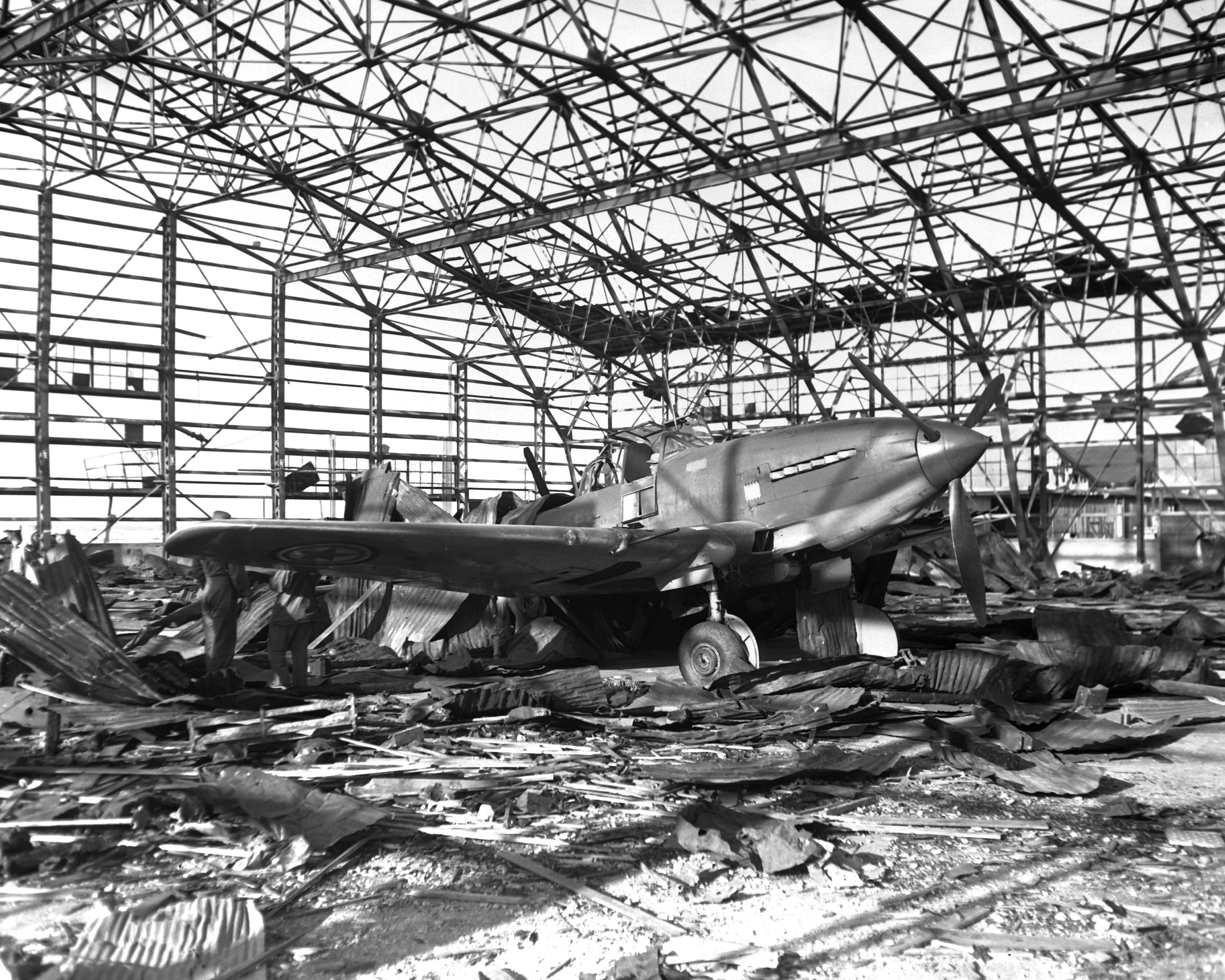
Захваченный Ил-10, 21 сентября 1950 года
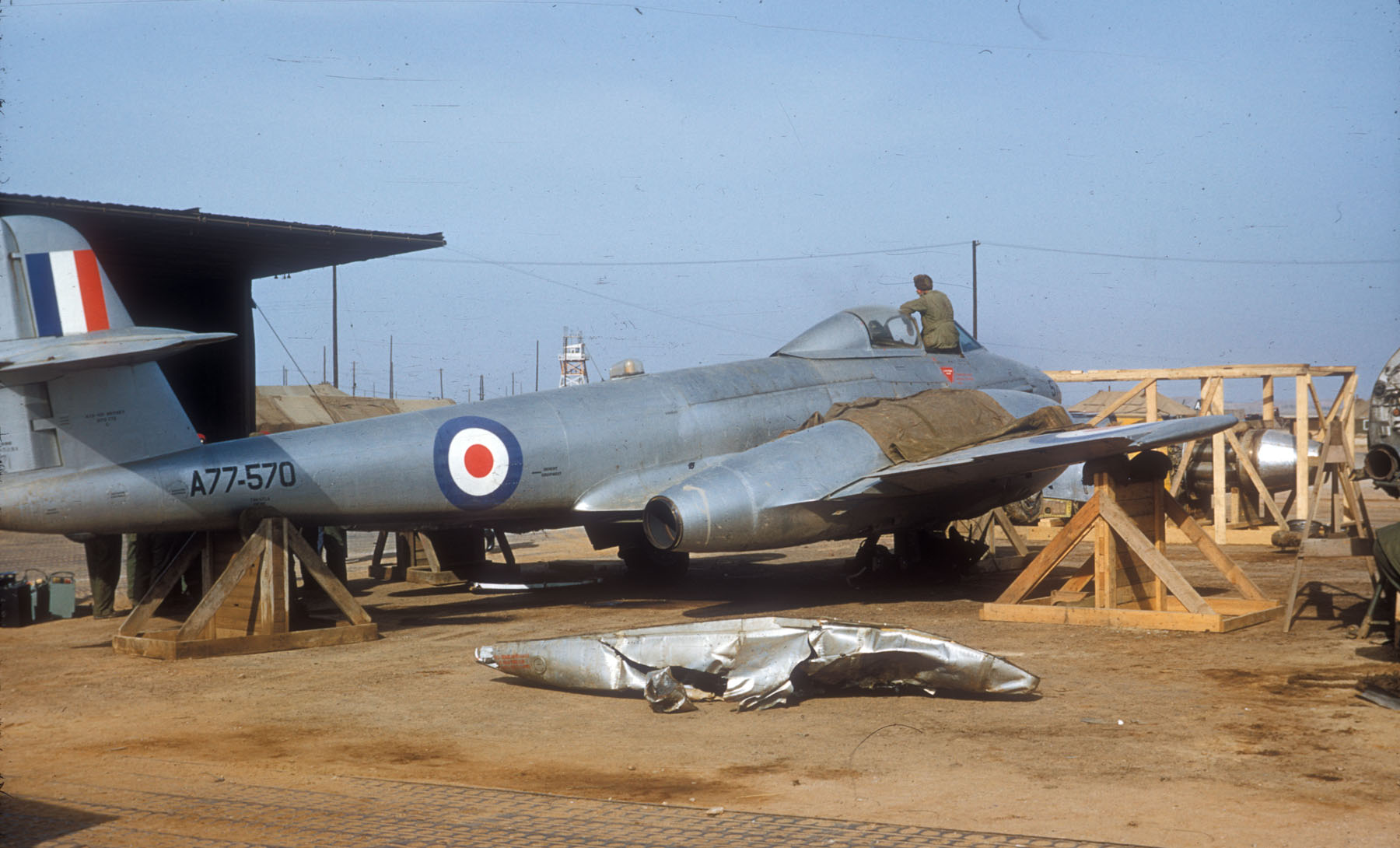
Gloster Meteor в 1952 году
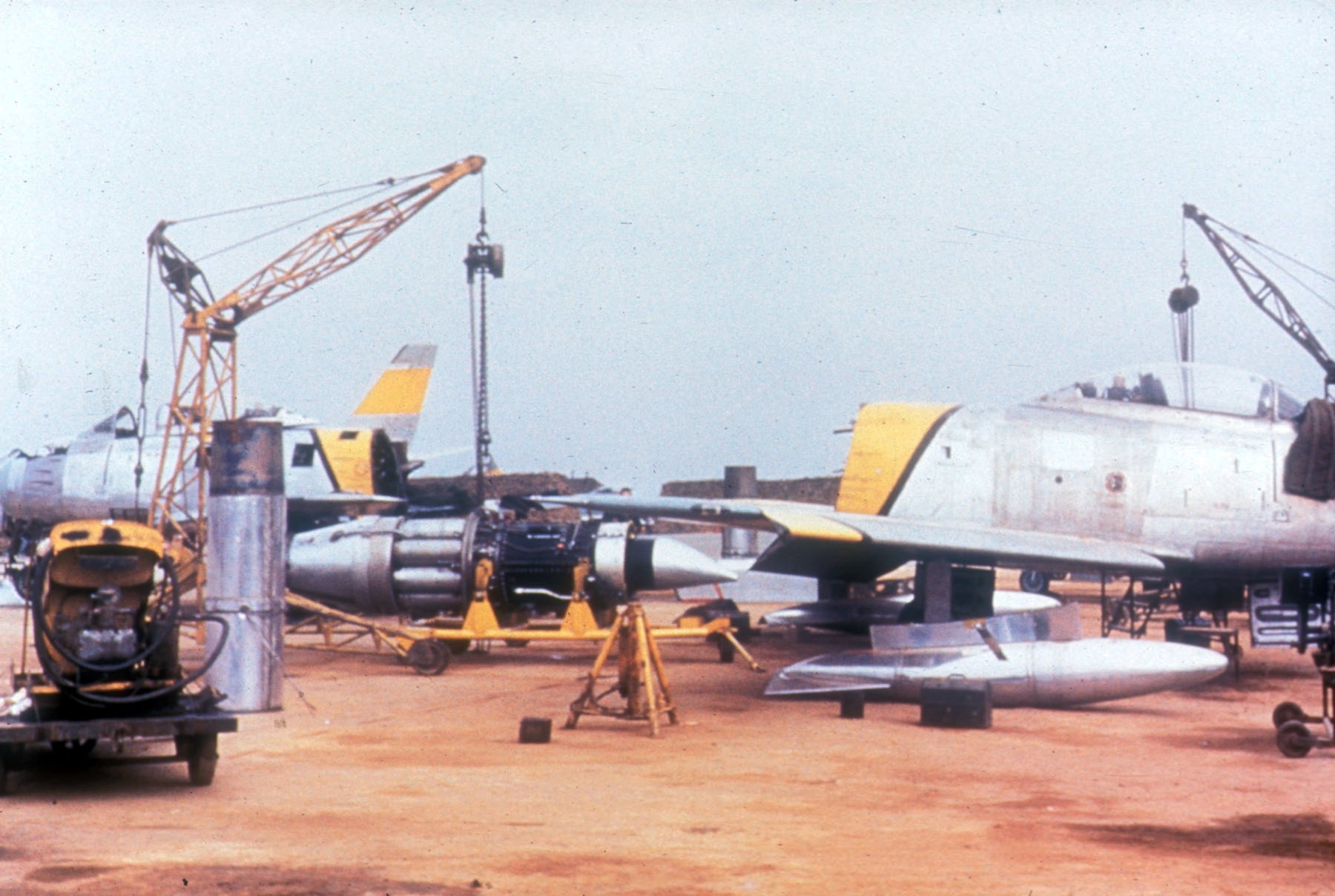
Замена двигателя на F-86E в 1952 году
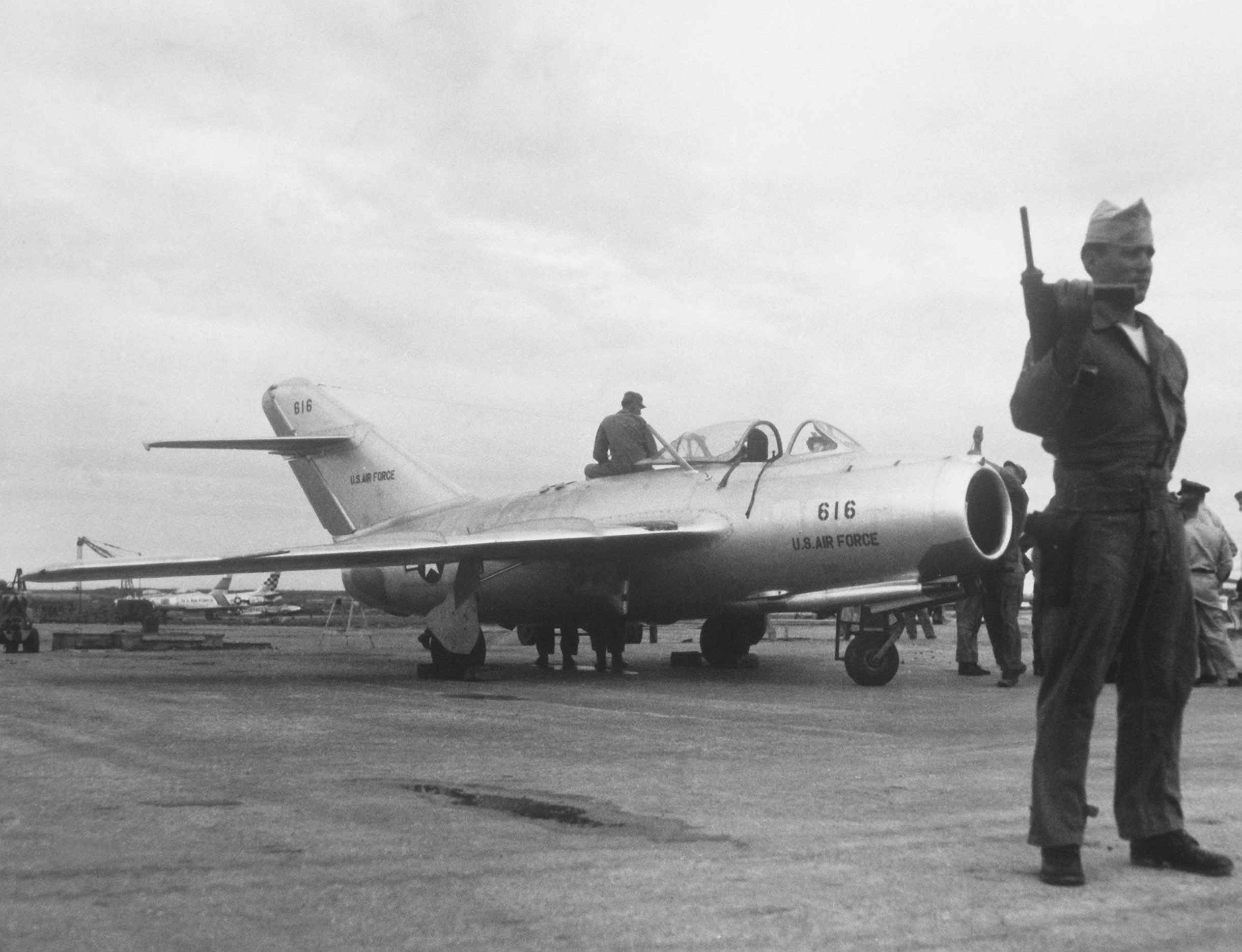
МиГ-15, сентябрь 1953 года

### После войны
В 1958 году указом президента Кореи аэропорт был переименован в Международный аэропорт Кимпхо в Сеуле, полностью заменив существующий аэропорт Ёыйдо.
После строительства Кимпхо, аэропорт Ёыйдо был полностью разрушен. Вскоре новый аэропорт стал главным аэропортом Сеула и Южной Кореи в целом. В 1971 году был открыт новый совмещенный внутренний и международный терминал. Однако после открытия Терминала 1 в 1977 году оригинальный терминал был переоборудован только для внутренних рейсов. Позже Терминал 2 был открыт в преддверии Олимпийских игр 1988 года.
Вскоре, Кимпхо начал выполнять больше рейсов, чем он был способен выполнить согласно плановой конструкции. С 1980 года Кимпхо столкнулся с множеством проблем из-за недостатка мест для расширения. Основная проблема заключалась в том, что в аэропорту действует комендантский час, что означает, что прибытие и отправление рейсов строго запрещено в течение ночи.
Из-за этих проблем правительство Южной Кореи решило построить новый аэропорт. Он был запланирован в Чхонджу, в 124 километрах от Сеула, но его строительству сильно противостояли жители Сеула и провинции Кёнги из-за неудобств, связанных с его удаленностью. Наконец, было решено, что новым участком строительства станет остров Йонджонг, часть Инчхона. Так появился Международный аэропорт Инчхон. Все международные рейсы были перенесены в Инчхон, после его открытия в 2001 году.

### Современное положение дел
Полеты самолетов в аэропорт Ханэда в Токио начались в ноябре 2003 года на чартерной основе. Этот маршрут «из города в город» сопровождался новыми международными маршрутами в аэропорт Хунцяо в Шанхае, начиная с октября 2007 года, аэропорт Кансай в Осаке, начиная с 2008 года, Пекин, начиная с июля 2011 года, и аэропорт Суншань в Тайбэе, начиная с апреля 2012 года. Общее число международных пассажиров в Кимпхо выросло с одного миллиона в 2005 году до более четырех миллионов к 2012 году.
Компания Аэропорты Кореи, управляющая аэропортом, объявила о расширении и реконструкции терминалов в 2013 году, добавив новые ворота и контрольно-пропускные пункты. В 2017 году правительство Кореи объявило, что будет построен новый терминал для удовлетворения растущего внутреннего трафика.
У Кимпхо в настоящее время есть две взлетно-посадочные полосы (3600 м × 45 м и 3200 м × 60 м) два пассажирских терминала и один грузовой терминал.

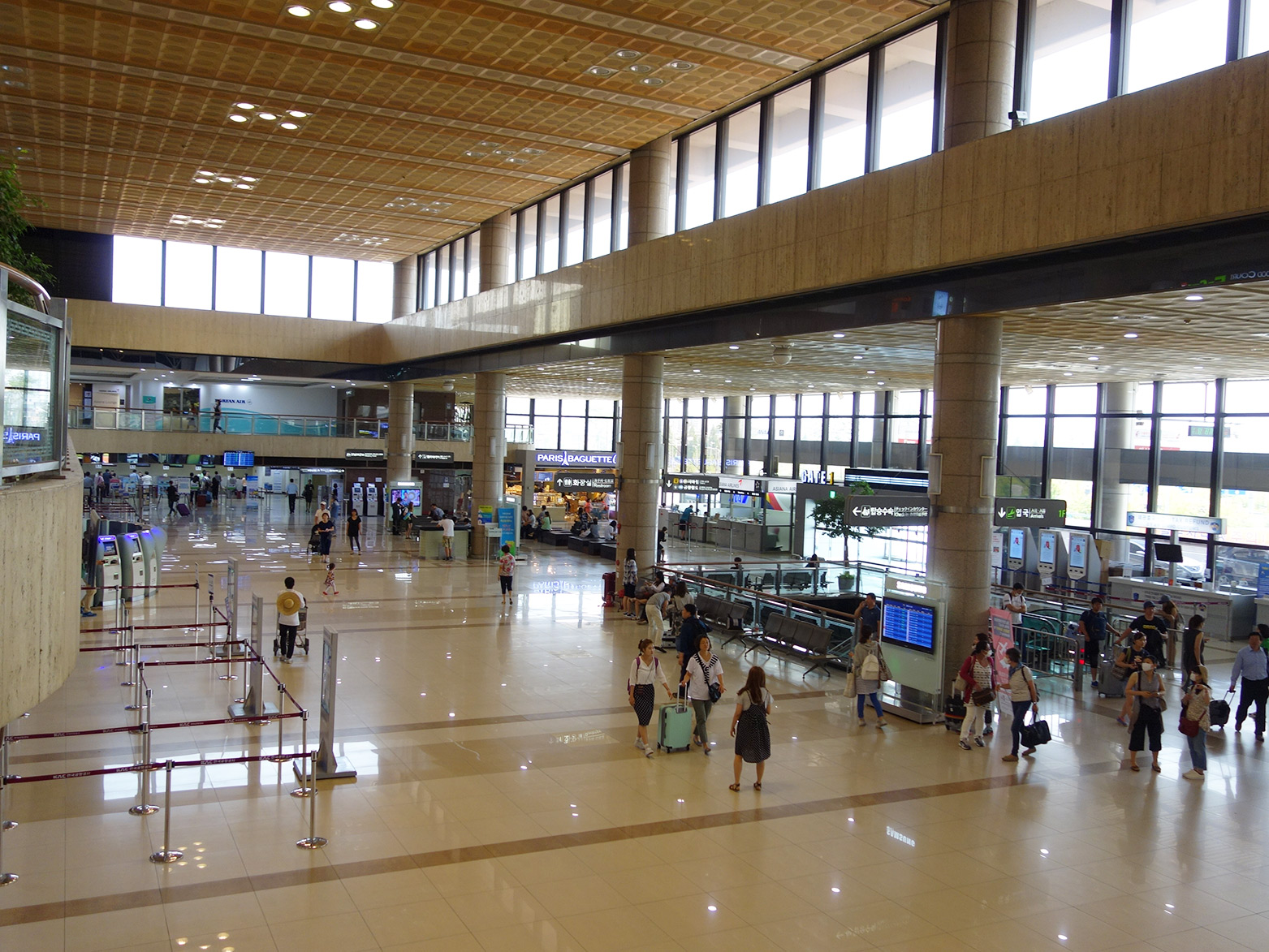
Международный терминал
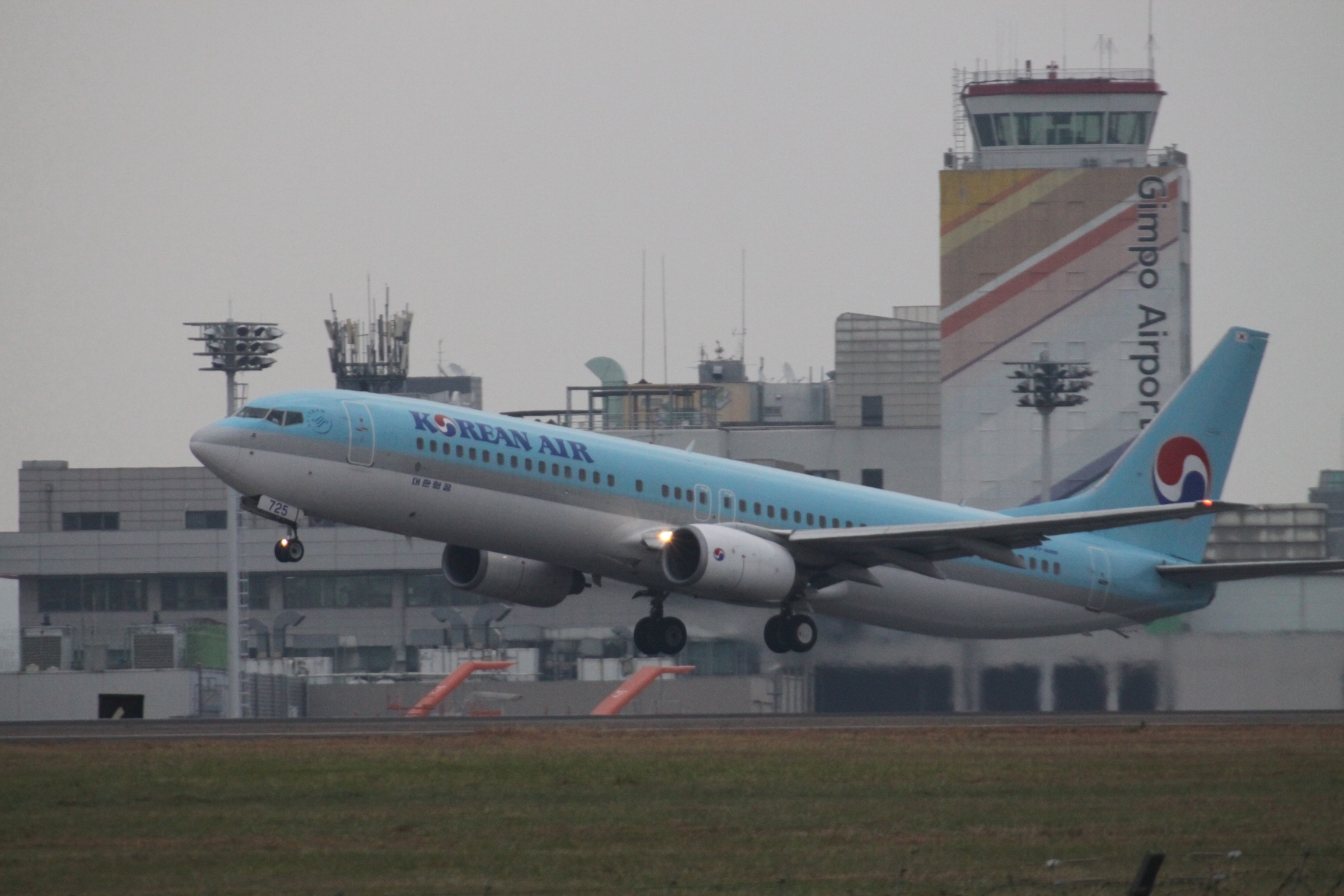
Аэропорт в 2012 году
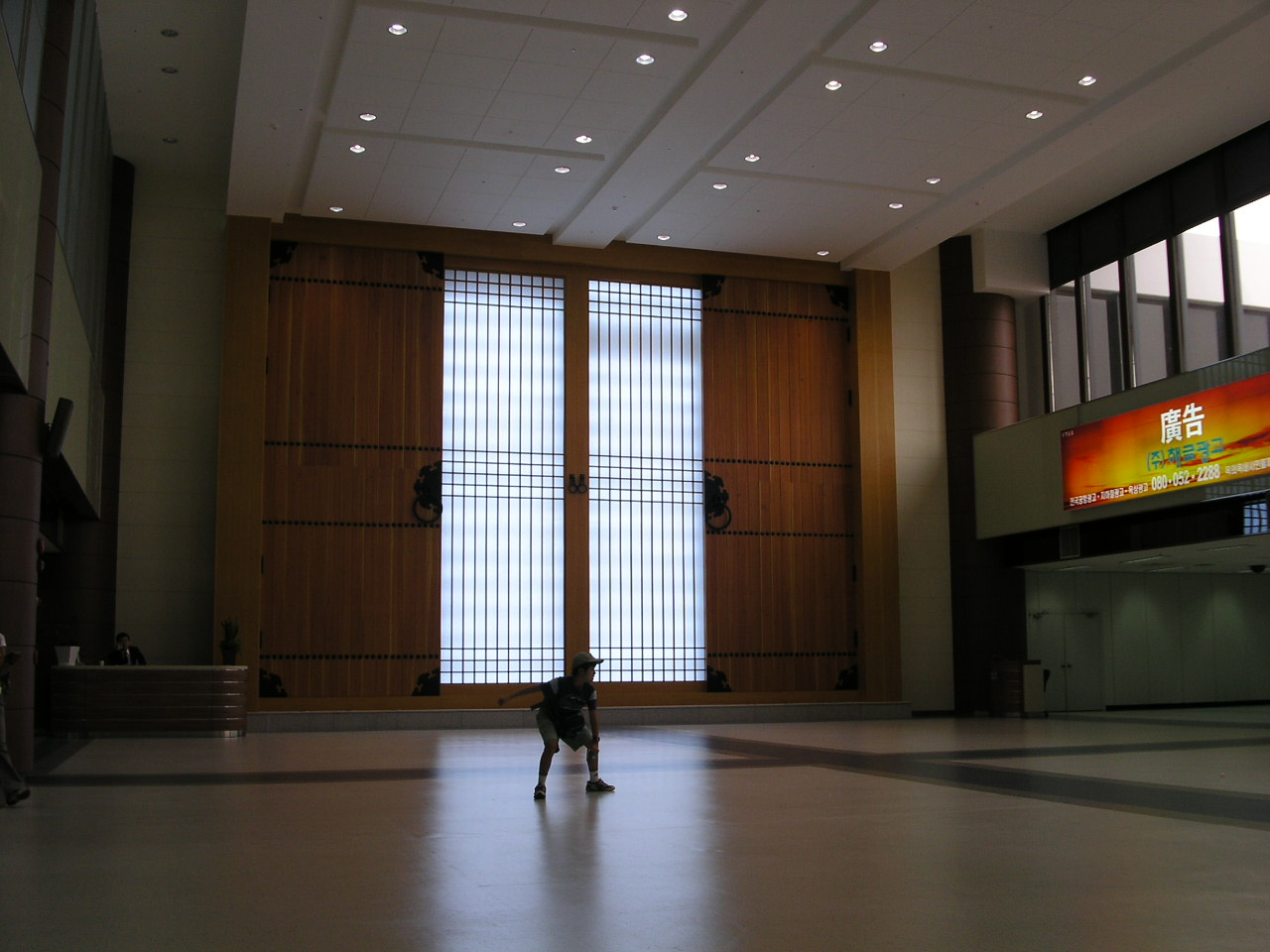
Внутри аэропорта
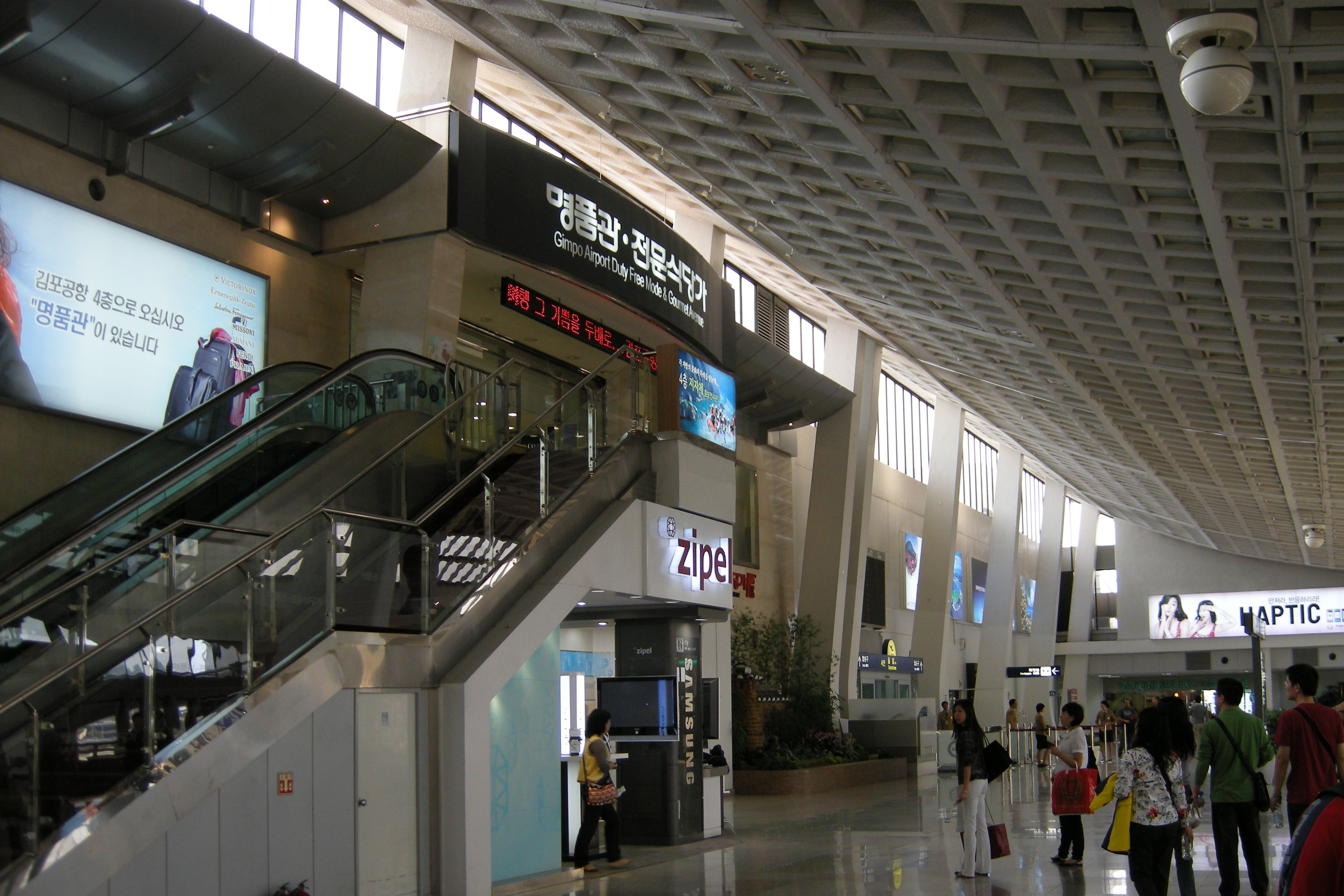
Внутри аэропорта
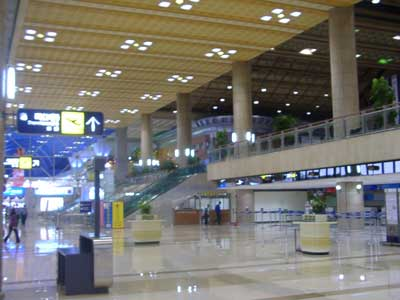
Внутри аэропорта

## Офисы
Korea Airports Corporation (KAC) имеет свою штаб-квартиру на территории аэропорта.
Комиссия по расследованию авиационных и железнодорожных происшествий (ARAIB) имеет свою лабораторию FDR / CVR для анализа и разрушения на территории аэропорта. Когда существовало предшествующее агентство по расследованию авиационных происшествий в Корее (KAIB), его лаборатория CVR / FDR и обломков находилась на территории аэропорта.

## Наземный транспорт

### Железная дорога
23 марта 2007 года была запущена экспресс-линия AREX, ведущая в международный аэропорт Инчхон, с остановкой на станции Сеул (центральный вокзал города), которая открылась в декабре 2010 года. Сеульская линия метро 9 также связывает аэропорт с городом.

### Авто
Из международного аэропорта Кимпхо можно доехать до международного аэропорта Инчхон по скоростной автомагистрали международного аэропорта Инчхон через развязку аэропорта Кимпхо.

## Аварии и происшествия
- 19 ноября 1980 года самолёт Boeing 747-200, следовавший рейсом 015 Korean Air Lines, приземлился недалеко от взлетно-посадочной полосы, оторвав все основное шасси, в результате чего самолет остановился на носовом колесе, начался пожар. 15 человек из 226 находившихся на борту погибли[24].
- 14 сентября 1986 года возле здания терминала произошел взрыв бомбы, в результате которого погибли пять человек и было ранено 36 человек. В атаке была обвинена Северная Корея. Теракт был расценен как попытка сорвать Азиатские игры 1986 года, начавшиеся 6 дней спустя[25].
- 25 ноября 1989 года самолёт Fokker F28-4000 рейса 175 авиакомпании Korean Air, следовавший в аэропорт Каннын, заглох и разбился сразу после взлета, погиб один человек, ранено 40 человек[26].